# 用户故事
用户故事（英語：User story）是软件开发和项目管理中的常用術語。主旨是以日常语言或商务用语撰寫句子，是一段簡單的功能表述。以客戶或使用者的觀點撰寫下有價值的功能、引導、框架來與使用者進行互動，進而推動工作進程。可以被認為是一種規格文件，但更精確而言，它代表客戶的需求與方向。以該用戶故事來反应對象在組織內的其工作职责、范围、需要進行的任務等。用户故事在敏捷开发方法中用来定义系统需要提供的功能和实现需求管理。